# Damian Boeselager
Damian Hieronymus Johannes Freiherr von Boeselager, född 8 mars 1988 i Frankfurt, Västtyskland (nuvarande Tyskland), är en tysk journalist och politiker. Sedan 2019 är han Europaparlamentariker för Volt Europa.

## Bakgrund och familj
Damian Boeselager tillhör den tyska adliga ätten Boeselager. Hans farfar var Philipp von Boeselager, som tillsammans med sin bror Georg von Boeselager var del av 20 juli-attentatet. Han far är bankiren Georg Freiherr von Boeselager och hans mor är Huberta, född Thiel.
Boeselager gick ut gymnasiet vid den katolska privatskolan Aloisiuskolleg i Bad Godesberg. Från 2008 till 2011 studerade han filosofi och ekonomi vid University of Bayreuth och offentlig administration vid Hertie School of Governance i Berlin från 2016 till 2017. Boeselager genomförde en termin utomlands vid Columbia University i New York. 2018 tog han examen med en magisterexamen.

## Politisk karriär
Den 29 mars 2017 grundade Damian Boeselager Volt Europa tillsammans med  Andrea Venzon från Italien och Colombe Cahen-Salvador från Frankrike, samma dag som Storbritannien annonserade att de skulle lämna EU enligt artikel 50 i fördraget om Europeiska unionen. Enligt grundarna skapades rörelsen som en reaktion på den ökande populismen i världen och på Brexit.
I Europaparlamentsvalet 2019 mottog partiet 0,7 procent av rösterna från Tyskland, vilket ledde till att Boeselager blev Volts första medlem av Europaparlamentet.